# タイス・デスキュフォン

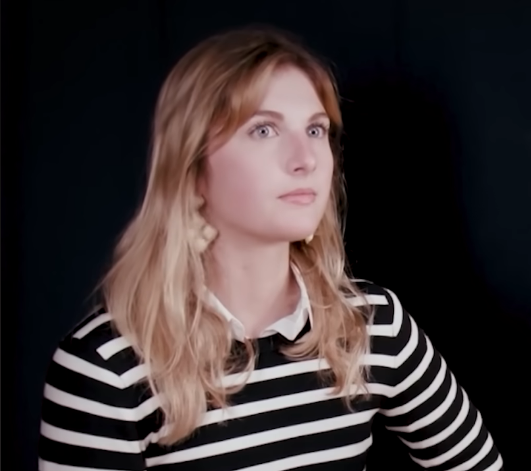
2023年のタイス・デスクフォン。

タイス・デスキュフォン（仏: Thaïs d'Escufon、1999年8月22日）は、フランスのアイデンティタリアン運動の政治活動家。2018年から解散される2021年までGénération identitaire（日:アイデンティタリアン世代）のスポークスマンを務めていた。

## 来歴

### 家庭と学歴
1999年8月22日、オート＝ガロンヌ県のトゥールーズで生まれた。本名はアンヌ＝タイス・デュ・テルトル・デスケファン（仏: Anne-Thaïs du Tertre d'Escœuffant）であり、タイス・デスキュフォンという名前は政治活動を行う上で使用している。
彼女は10人の子供を持つカトリック系のフランスの貴族の家庭に生まれた。
トゥールーズから10キロ離れた村で育ち、高校卒業後トゥールーズ・ジャン・ジョレス大学に入学。2016年に外国語の学士を取得した。

## 政治活動
王党派組織のアクション・フランセーズで活動した後、Génération identitaireに入る。
2018年10月5日、NGO団体のSOS Méditerranéeに対する活動に参加した。
2020年6月13日、レパブリック広場で行われた差別と警察の暴力に対するデモの中、組織の幹部と情宣活動を実行し、一躍有名になった。 
Génération identitaireのスポークスパーソンになった彼女はメディアに出るようになった 。
2020年7月、彼女のツイッターアカウントは永久凍結された。
Génération Identitaireが解散されてから、彼女は組織の元スポークスマンとして取り上げられるが、インフルエンサーとしても紹介されている。だが彼女のインスタグラムアカウントは定期的に停止されている。
2021年6月、自身のユーチューブチャンネルを立ち上げる。
2021年9月、TikTokのアカウントが削除された。
2020年9月から翌年1月まで、国民連合所属の国民議会議員、セバスチャン・ショニューのコミュニティマネージャーを務める。だが、アイデンティタリアン運動の政治活動家であるということをテレビで知ったセバスチャン・ショニューは彼女は解雇した。
2021年4月、Génération identitaireが解散された一か月後、彼女は組織の元幹部と「内部告発者」を支援する組織Aslaを立ち上げた。
2022年のフランス大統領選挙ではエリック・ゼムールを支持した 。

## 裁判
マルセイユ検察庁は、2018年10月5日に極右団体Génération identitaireのメンバー23人がNGO団体のSOS Méditerranéeの本部に暴力的に侵入したとして、彼女に6か月の禁固刑を含む1年の懲役刑を求めた。
2020年10月20日、彼女にマルセイユ刑事裁判所によって8か月の執行猶予付き判決が下された。
2021年12月、彼女は性的暴行と強制監禁の訴状を提出した。ジムから帰ると、自宅に跡をつけていた男性が侵入したという。